# Dienstgrade der brasilianischen Streitkräfte
Dieser Artikel zeigt die Dienstgrade der brasilianischen Streitkräfte. Diese werden durch das Gesetz 6880 vom 9. Dezember 1980 definiert.
| Brasilianische Marine                                             | Brasilianische Armee                      | Brasilianische Luftwaffe                                              |
| Generale                                                          | Generale                                  | Generale                                                              |
| ----------------------------------------------------------------- | ----------------------------------------- | --------------------------------------------------------------------- |
| Großadmiral (Almirante) OF-10                                     | Marschall (Marechal) OF-10                | Marschall der Luft (Marechal-do-ar) OF-10                             |
| Admiral (Almirante-de-esquadra) OF-9                              | General (General-de-exército) OF-9        | Leutnant-Brigadier der Luft (General) (Tenente-Brigadeiro-do-Ar) OF-9 |
| Vizeadmiral (Vice-almirante) OF-8                                 | Generalleutnant (General-de-divisão) OF-8 | Major-Brigadier (Generalleutnant) (Major-Brigadeiro) OF-8             |
| Konteradmiral (Contra-almirante) OF-7                             | Generalmajor (General-de-brigada) OF-7    | Brigadier (Generalmajor) (Brigadeiro) OF-7                            |
| Senioroffiziere                                                   |                                           |                                                                       |
| Kapitän des Meeres und des Krieges (Capitão-de-mar-e-guerra) OF-5 | Oberst (Coronel) OF-5                     | Oberst (Coronel) OF-5                                                 |
| Fregattenkapitän (Capitão-de-fragata) OF-4                        | Oberstleutnant (Tenente-coronel) OF-4     | Oberstleutnant (Tenente-coronel) OF-4                                 |
| Korvettenkapitän (Capitão-de-corveta) OF-3                        | Major (Major) OF-3                        | Major (Major) OF-3                                                    |
| Intermediare Offiziere                                            |                                           |                                                                       |
| Kapitänleutnant (Capitão-tenente) OF-2                            | Hauptmann (Capitão) OF-2                  | Hauptmann (Capitão) OF-2                                              |
| Subalternoffizier                                                 |                                           |                                                                       |
| Oberleutnant (Primeiro-tenente) OF-1                              | Oberleutnant (Primeiro-tenente) OF-1      | Oberleutnant (Primeiro-tenente) OF-1                                  |
| Leutnant (Segundo-tenente) OF-1                                   | Leutnant (Segundo-tenente) OF-1           | Leutnant (Segundo-tenente) OF-1                                       |
| Spezielle Unteroffiziere                                          |                                           |                                                                       |
| Mittschiffsleute (Guarda-marinha) OF-D                            | Aspirant (Aspirante-a-oficial) OF-D       | Aspirant (Aspirante) OF-D                                             |
| Unteroffiziere                                                    |                                           |                                                                       |
| Warrant Officer (Suboficial)                                      | Warrant Officer (Subtenente)              | Warrant Officer (Suboficial)                                          |
| Sergeant (Primeiro-Sargento)                                      | Sergeant (Primeiro-Sargento)              | Sergeant (Primeiro-Sargento)                                          |
| Sergeant (Segundo-Sargento)                                       | Sergeant (Segundo-Sargento)               | Sergeant (Segundo-Sargento)                                           |
| Sergeant (Terceiro-Sargento)                                      | Sergeant (Terceiro-Sargento)              | Sergeant (Terceiro-Sargento)                                          |
| Korporal (Cabo)                                                   | Korporal (Cabo)                           | Korporal (Cabo)                                                       |
| Seemann (Marinheiro)                                              | Soldat (Soldado)                          | Soldat (Soldado)                                                      |